# James Nack
James Nack (* 4. Januar 1809 in New York City; † 23. September 1879 ebenda) war ein US-amerikanischer Dichter.

## Leben
Der Sohn eines Kaufmanns verlor durch einen Unfall sein Sprach- und später sein Hörvermögen und besuchte daher eine Schule für Taubstumme in New York City. 1827 erschien sein erster Gedichtband The Legend of the Rocks. Nach seiner Eheschließung 1838 wurde er Assistent des Protokollführers (Clerk) von New York City sowie von Manhattan und übte diese Tätigkeit mehr als dreißig Jahre lang aus.
Daneben verfasste er zahlreiche weitere Gedichtbände wie Eral Rupert, and other Poems (1839), The Immortal, and other Poems (1850) sowie The Romance of the Ring, and other Poems (1859), die auch seine bekanntesten Gedichte The Blue-Eyed Maid, Spring is Coming und Here She goes and there She goes enthielten. Nach seinem Eintritt in den Ruhestand führte er einen umfangreichen Schriftwechsel fort. Er verfasste zudem zahlreiche Gedichte sowie Übersetzungen von deutschen und französischen Dichtern für den New York Mirror.

## Veröffentlichungen
- The legend of the rocks, 1827
- The immortal, 1850
- The romance of the ring, and other poems, 1859
- Earl Rupert, And Other Tales And Poems, Nachdruck 2007